# Léčba
Léčba (terapie, kúra, kurýrování) je souhrnný název pro soubor opatření prováděných s cílem ovlivnit průběh onemocnění. Cíle léčby mohou být různé:
1. Plné uzdravení - Pokud je to možné, je cíl zbavit nemocného nemoci. Tak například podáním antibiotik u akutní infekce dojde ke zničení původce nemoci a tím k vyléčení, pokud nedošlo k nevratnému poškození.
2. Odstranění většího zla - dalším možným cílem je zbavit nemocného nemoci i za cenu poškození nemocného, pokud poškození nemocného léčbou je menší než poškození dále pokračující nemocí. Tak například vyoperování zaníceného červovitého přívěsku slepého střeva je prakticky neznatelným poškozením (chybění tohoto orgánu nijak nevadí), zatímco pokračující zánět může vyústit i v prasknutí červovitého přívěsku s život ohrožující sterkorální peritonitidou.
3. Potlačení nemoci - v některých případech nelze nemoc vyléčit ani za cenu trvalých následků, lze ale nemocnému trvale podávat léky, které zabraňují propuknutí nemoci nebo rozvoji skutečně nebezpečných poruch, které by se objevily v důsledku základního onemocnění. Tak například diabetes mellitus 1. typu je smrtelné onemocnění, při kterém chybí tělu vlastní inzulín. Jeho injekčním podáváním je pacient schopen normálního života.
4. Zmírnění nemoci - Někdy nelze nemoc vyléčit, ale je možné mírnit její průběh. Pokud jde o nemoc zhoubnou, lze tak pacientovi přidat i mnoho let kvalitního života.
5. Zmírnění utrpení - v některých případech nelze vůbec ovlivnit průběh samé nemoci. Léčba je pak zaměřena především na mírnění utrpení nemocného, tedy především na to, aby nemocný necítil případnou bolest, a na to, aby byl nemocný schopen alespoň pohybu na lůžku.

Při znalosti mechanismu vlastní choroby tak může být terapie:
- kauzální - působí přímo na původce, příčinu choroby, se záměrem ho zničit,
- patogenetická - působí na řetězec rozvoje choroby, brání jejímu rozvoji,
- symptomatická - mírní symptomy, příznaky, průvodní obtíže choroby.
- podpůrná - nepůsobí přímo na nemoc, ani na příznaky, ale podporuje nemocného, pomáhá mu snášet obtíže.

Volba terapie vychází především z teoretických představ o fungování lidského těla a o vzniku chorob. Tato představa je u daného nemocného konkretizována jeho profilem příznaků, na základě kterých lékař (nebo spolupracující lékaři) stanovuje diagnózu, určení choroby, příčiny obtíží. Pokud diagnóza není zcela zřejmá, může být proveden tzv. terapeutický pokus. Pacientovi je nasazena léčba na pravděpodobnou chorobu a pokud není léčba účinná, znamená to, že tuto chorobu lze pokládat za vyloučenou a je třeba pátrat po jiné diagnóze.
Jak diagnostika, tak i volba terapeutických prostředků vycházejí především z filozofického rámce, ze kterého vychází ta která medicínská škola. Moderní medicína, i když ve své tradici navazuje především na starověkou řeckou medicínu a tím na medicínu starověkého Egypta, má výjimečné postavení tím, že navazuje na racionální a empirickou tradici novověké filozofie a zejména na vědu, která se z filozofie vydělila. Prakticky to znamená, že pro moderní medicínu je klíčovým prvkem při tvorbě hypotéz o původu chorob především empirie ve formě pozorování i experimentů, jejich analýza a následné zobecnění poznatků a jejich ověřování. Pokud je na základě těchto pozorování vyslovena hypotéza o možném způsobu ovlivnění choroby, je tato hypotéza důkladně testována, kriticky ověřována. Teprve pokud je testování úspěšné, je nový postup používán v běžné medicíně. Vlastně ústředním bodem medicíny je přesvědčení, že jedině empirický důkaz o účinnosti terapie má hodnotu, toto je rozvedeno v konceptu průkaznosti - tzv. evidence-based medicine.
Tímto se moderní medicína liší od medicínských škol minulosti (vč. medicíny středověké), které vycházely ze spekulativních představ o původu nemocí a o možnostech ovlivnění průběhu. Tyto představy mohly být na úrovni poznání své doby zcela racionální, např. pokud se jevilo jako možné to, že nemoc je způsobena démonem, bylo pomazání pacientka krokodýlím trusem zcela racionálním postupem vyhánění démona. Staré medicínské školy se od moderní medicíny neliší ani tak ve volbě prostředků, protože řada starověkých léčiv vycházela z empirické tradice. To, čím se liší nejvíce, je důraz na autoritu. Zatímco pro moderní medicínu je váha autority malá a zcela zásadní je důkaz, u většiny škol minulosti to bylo právě naopak.
Respekt k autoritám měl různou váhu. Tak například středověká medicína byla poměrně tvůrčí, lékaři vymýšleli nové postupy, jen své nápady často připisovali klasikům antiky. Naproti tomu tradiční čínská medicína se vyznačuje mimořádnou rigiditou, bezbřehou úctou k předkům, která zakazovala pochybnosti. Nepochybovat bylo o to snazší, že způsob práce čínských lékařů postrádal zpětnou vazbu, po předepsání terapie již pacienta nekontrolovali.
Moderní medicína se odlišuje i od tzv. alternativní medicíny, tedy od poměrně širokého spektra škol, které lze charakterizovat jako školy vyznávající teorie o příčinách chorob nebo o možnostech jejich ovlivňování, které nebyly patřičně ověřeny. Obvykle jde o postupy, které jsou v přímém rozporu s poznatky přírodních věd, tedy lze je pokládát za neúčinné nepřímo. Někdy jde o postupy, které byly klinickým testování prakticky vyvráceny (homeopatie). Může se jednat o nové školy ale i o pokračování starověkých škol nebo o jisté karikatury těchto škol.
Terapii může provádět:
- Sám nemocný při samoléčbě. Samoléčba je běžná u řady banálních onemocnění jako je např. nachlazení, lehký průjem nebo třeba drobné oděrky.
- Zdravotnický profesionál, obvykle lékař, ale podle zvyklostí a legislativy té které země může některé léčebné výkony provádět a případně i volit jiný zdravotnický profesionál, např. zdravotní sestra, fyzioterapeut, klinický psycholog nebo optometrista. Zdravotnický profesionál je za správnou volbu léčebného výkonu i za jeho provedení odpovědný, vč. odpovědnosti trestní. Není odpovědný za případné známé riziko výkonu, pokud s ním byl pacient před výkonem prokazatelně seznámen a s výkonem souhlasil.
- Léčitel (může být nazýván i jinak) se věnuje výkonům tzv. alternativní medicíny. Odpovědnost za prováděné výkony je velmi špatně definovaná a obvykle spíše neexistuje. Podléhá ovšem obecnému právu včetně trestního.

Technicky se terapie moderní medicíny běžných somatických chorob dělí na:
- konzervativní terapie: nezasahují se do tělesné integrity pacienta různými formami, např.:
  - farmakoterapie, nejčastější - léčba léky různých forem,
  - psychoterapie - terapeutická komunikace s psychoterapeutem, nejčastěji psychologem,
  - fyzikální terapie - ovlivnění nemocného fyzikálními faktory - elektroterapie, termoterapie, radioterapie
- radikální terapie - zpravidla fyzický, chirurgický zásah do tělesné integrity pacienta.

Rozdělení je do značné míry historické, ale pro své opodstatnění se u řady chorob stále používá.